# Diesellokomotiv
Et diesellokomotiv er et lokomotiv, der er forsynet med en dieselmotor til fremdrift og derfor anvender dieselolie som brændstof. Diesellokomotiver inddeles i underkategorier efter transmissionstype, nemlig dieselmekaniske, dieselhydrauliske og dieselelektriske lokomotiver.
I et dieselmekanisk lokomotiv driver motoren akslerne gennem en gearkasse, evt. en automatgearkasse.
I et dieselhydraulisk lokomotiv driver motoren akslerne gennem en hydraulisk momentomformer. I Danmark kendes f.eks MH rangerlokomotivet fra Henschel/Tyskland Frichs/Danmark.
Danske diesel-hydrauliske lokomotiver inkluderer:
- Litra MH
- Litra MK

Dieselelektriske lokomotiver fungerer i princippet som et elektrisk lokomotiv ved at akslerne drives direkte eller indirekte af kraftige elmotorer (banemotorerne). Disse motorer forsynes med elektricitet fra en elektrisk generator, som drives af en dieselmotor, og dette princip kendes f.eks fra de klassiske MY lokomotiver fra NOHAB/Sverige.
Stort set alle diesel-strækningslokomotiver (ikke rangerlokomotiver) i Danmark er diesel-elektriske.
Danske diesel-elektriske lokomotiver inkluderer:
- Litra Mx
- Litra MY
- Litra MZ
- Litra ME
- Litra MT